# Dettingen unter Teck
Dettingen unter Teck är en kommun och ort i Landkreis Esslingen i regionen Stuttgart i Regierungsbezirk Stuttgart i förbundslandet Baden-Württemberg i Tyskland.
Kommunen ingår i kommunalförbundet Verwaltungsgemeinschaft der Stadt Kirchheim unter Teck tillsammans med kommunerna Kirchheim unter Teck och Notzingen.